# Omocestus xinjiangensis
Omocestus xinjiangensis är en insektsart som beskrevs av Liu, Jupeng 1995. Omocestus xinjiangensis ingår i släktet Omocestus och familjen gräshoppor. Inga underarter finns listade i Catalogue of Life.